# Chansonnier (humoriste)
 (signalé en juin 2025).
Si vous disposez d'ouvrages ou d'articles de référence ou si vous connaissez des sites web de qualité traitant du thème abordé ici, merci de compléter l'article en donnant les références utiles à sa vérifiabilité et en les liant à la section « Notes et références ».
- Archive Wikiwix
- Bing
- Cairn
- DuckDuckGo
- E. Universalis
- Gallica
- Google
- G. Books
- G. News
- G. Scholar
- Persée
- Qwant
- (zh) Baidu
- (ru) Yandex
- (wd) trouver des œuvres sur Wikidata

Pour les articles homonymes, voir chansonnier.

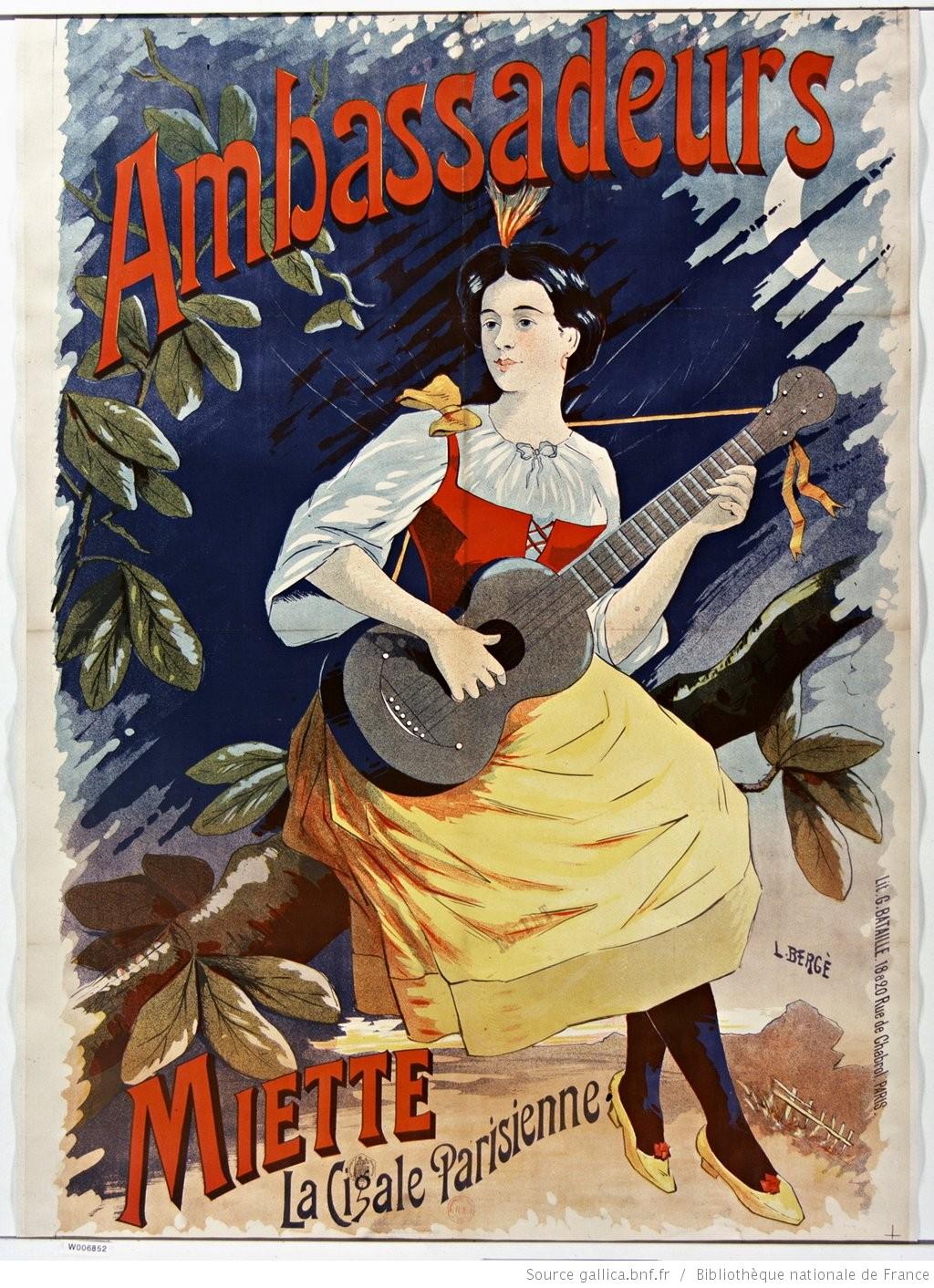
Affiche annonçant un concert de Madame Miette.

Un chansonnier est un auteur de sketches ou chansons satiriques sur l'actualité, souvent à teneur politique. Le sens ancien de « chansonnier » a été remplacé par les termes chanteur, auteur-compositeur-interprète, parolier.
À l'origine, à la fin du XIXe siècle et jusqu'au premier tiers du XXe siècle, le chansonnier est un faiseur ou une faiseuse de chansons. Les artistes se produisent alors au café-concert, rebaptisé ensuite music-hall, composant et interprétant des chansons (paroles ou/et musique), ou des monologues humoristiques ou liés à l'actualité. Au Canada, le terme chansonnier est encore utilisé pour les chanteurs à textes.

## Quelques chansonniers duXIXesiècle
- Pierre-Jean de Béranger
- Numa Blès
- Bourgès
- Aristide Bruant
- Clovis
- Émile Debraux
- Plébins
- Eugène Pottier
- Jehan Rictus (qui s'offusquait d'être qualifié ainsi et se revendiquait poète)
- Sulbac
- Yon-Lug
- Madame Miette

## Quelques chansonniers duXXesiècle
- Jean Amadou
- Francis Blanche
- Jacques Bodoin
- Guy Bolduc
- Raymond Bour
- Bourvil
- Anne-Marie Carrière
- Géo Charley
- George Chepfer
- François Corbier
- Ian Couture
- Pierre Dac
- Jean Dannet
- Yves Deniaud
- Pierre Destailles
- René Dorin
- Pierre Doris
- Pierre Douglas
- Dranem
- Fernandel
- Font et Val
- Fragson
- Les Goristes
- Jean Goudezki
- Jean Granier
- Jacques Grello
- Michel Guidoni
- Maurice Horgues
- Rachid Ksentini
- Edmond Lahaye
- Bernard Mabille
- Jacques Mailhot
- Régis Mailhot
- Mayol
- Edmond Meunier
- Noël-Noël
- Polin
- Jean Rigaux
- Robert Rocca
- Jean Roucas
- Laurent Ruquier
- Ded Rysel
- Mikhaïl Savoyarov
- Raymond Souplex
- Pierre-Jean Vaillard
- Jean Valton
- Christian Vebel
- Thierry Le Luron

## Quelques chansonniers duXXIesiècle
- Les Wriggles
- La Chanson du dimanche
- Frédéric Fromet
- Laurent Gerra
- Alison Wheeler
- Élodie Poux